# Charles Maurice de Talleyrand-Périgord
Charles Maurice de Talleyrand-Périgord, més conegut com a Talleyrand (París, França, 2 de febrer de 1754 - 17 de maig de 1838), fou un sacerdot, polític, diplomàtic i estadista francès, d'origen noble (fill del duc de Talleyrand-Périgord i príncep de Benevento). Se'l considera un dels polítics més notables i influents de final del segle xviii i principi del XIX, especialment com a diplomàtic encarregat del Ministeri d'Afers Estrangers de França, càrrec que va ocupar en quatre ocasions.
1. Abans de l'ascens de Napoleó Bonaparte
2. Durant l'Imperi de Napoleó Bonaparte
3. Immediatament després de la caiguda de Napoleó Bonaparte
4. Després de la Restauració Borbònica a França.

## Orígens
Talleyrand nasqué a París el 2 de febrer de 1754, fill del segon comte Charles Daniel Talleyrand, i heretà la primogenitura en morir el seu germà gran. La seva família era una de les nissagues més poderoses i influents de la França del seu temps; avantpassats seus havien tingut càrrecs importants durant el regnat de Lluís XV. Malgrat ser l'hereu, hagué de renunciar als títols de primogenitura perquè no podia realitzar els exercicis militars propis d'un aristòcrata a causa d'una malaltia, la síndrome de Marfan, que li produí una coixesa per la resta de la seva vida.
Com a segona opció fou orientat a la carrera eclesiàstica. S'educà en el Col·legi d'Harcourt, sota la direcció del seu oncle el cardenal Alexandre Angelico, i després en el Seminari de Sant Sulpici, i als vint-i-un anys aconseguí l'abadia de Saint-Denis. De la seva educació aristocràtica conservà sempre un refinament i subtilesa que li foren molt útils com a diplomàtic.
El mateix any fou delegat del clergat a l'Assemblea general, càrrec en el qual tingué ocasió de distingir-se per la seva intel·ligència i habilitat. El 1780 fou nomenat agent general del clergat de França, i el 1788 bisbe d'Autun. Com a individu de l'Assemblea Nacional de 1789 contribuí a la implantació de sou fix per al clergat, l'abolició dels delmes, la renda dels béns eclesiàstics i la unificació dels pesos i mesures a tot França, etc. El 13 de febrer de 1790 fou elegit president de l'Assemblea Constituent. En la festa del 14 de juliol de 1790 celebrà la missa a l'altar de la pàtria, al Camp de Mart, i fou un dels primers bisbes que prestaren jurament a la Constitució civil del clergat, recomanant, a més, als sacerdots de la seva diòcesi que fessin el mateix.
Excomunicat pel papa Pius VI, dimití del bisbat d'Autun, i el 24 de febrer de 1791 consagrà als bisbes elegits de l'Aisne i de Finistère, negant-se després a presentar la seva candidatura pel bisbat de París, vacant per la negativa a prestar jurament de monsenyor de Suigne. Mentrestant havia fet grans protestes de submissió filial a la Santa Seu, encara que, per dir la veritat, no semblà preocupar-se gaire de l'excomunió de què havia estat objecte.
Individu del Directori del departament de París. Prengué part principalment en les discussions financeres, especialitat en la qual havia arribat a adquirir gran competència. També presentà un projecte d'instrucció pública que contenia els fonaments de l'ensenyança moderna. El 1792 fou enviat a Anglaterra per aconseguir la seva neutralitat, objectiu que assolí; però acusat, sense grans fonaments, d'afavorir la causa reialista, hagué d'emigrar a l'Amèrica del Nord, on es dedicà a la indústria i augmentà considerablement la seva fortuna.

## Imperi Francès
Una vegada abolit el Regnat del Terror, tornà a França (1795). Després del cop d'estat de 18 de fructidor (1797) s'adherí a Napoleó Bonaparte, l'ajudà pel cop d'estat del 18 de brumari (1799), s'encarregà de la cartera de l'Exterior i des de llavors fou el seu més hàbil conseller, havent sigut l'ànima de les negociacions de pau en els tractats de Lunéville, Amiens, Pressburg, Poznań i Tilsit; també fou en gran part obra de Talleyrand-Périgord el Concordat del 1801 que restablí el catolicisme a França (1802). En agraïment per aquesta gestió, el papa Pius VII el dispensà dels vots eclesiàstics i concedí validesa canònica al matrimoni civil contret per Talleyrand-Périgord amb la senyora Grant.

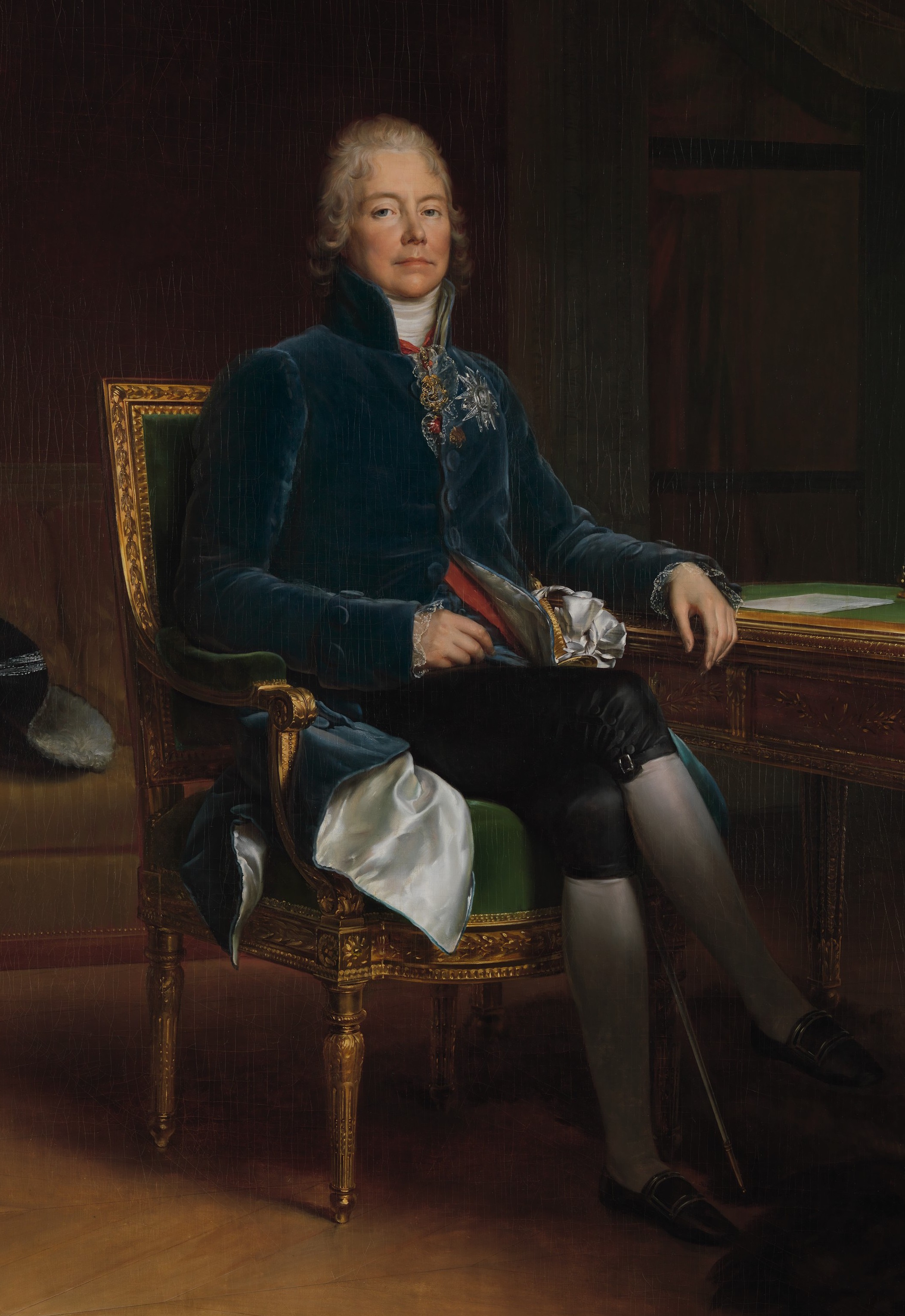
Talleyrand-Périgord quan estava en el cim de la seva vida

El 1804 Napoleó el nomenà gran camarlenc de França; el 1806, príncep sobirà de Benevento, i el 1807, vicegrand.électeur. Malgrat tot, havent-se declarat contrari a la guerra de conquesta, caigué en desgràcia i va perdre el seu lloc de ministre, retirant-se (1808) a la seva finca de Valençay. Quan la catàstrofe de les armes napoleòniques a l'Imperi Rus, va mantindre negociacions secretes amb els Borbons, i després de l'entrada dels aliats a França fomentà la Restauració francesa sent un dels signataris del Tractat de París de 1814. En pujar Lluís XVIII de França al tron, Talleyrand-Périgord fou nomenat príncep, par i ministre d'exteriors. On recollí els seus més brillants èxits diplomàtics fou en el Congrés de Viena, que es constituí en centre de totes les negociacions amb el principi de la legitimitat introduït per ell. Ja havia aconseguit atreure Àustria i Anglaterra a una aliança secreta amb França contra Rússia i Prússia (5 de gener de 1815) quan el retorn de Napoleó posà fi a totes aquestes combinacions.
Arran de la segona Restauració de bell nou s'encarregà Talleyrand-Périgord de la cartera d'exterior junt amb la presidència del Consell, però ja abans de la segona pau de París abandonà el seu lloc perquè el partit àulic reaccionari l'odiava i el combatia com a revolucionari. Quan l'adveniment de Carles X al tron de França (1824), Talleyrand-Périgord milità en l'oposició en la Cambra dels Pars.
Durant la monarquia de Juliol passà a ser ambaixador a Londres, on negocià una intel·ligència vers les qüestions grega i belga. el seu últim acte diplomàtic fou la signatura de la Quàdruple Aliança (1834), en virtut de la qual havia de mantenir-se en l'occident d'Europa el principi constitucional.
El talent i l'agudesa del seu enginy en la conversa i tracte social, així com la seva frase concisa i oportuna, foren proverbials en Talleyrand-Périgord, del qual se'n conserven una sèrie de dites felices, com la que la paraula es donà a l'home per vetllar amb ella els seus pensaments, o que és costum reial robar però els Borbons exageren. Era egoista en grau molt elevat, fou un home sense quasi passions, si no era la set de l'or; però va saber explotar en el seu profit les passions dels altres. Al morir deixà una fortuna de 18.000.000 de francs, que passà en la seva major part a la seva neboda, la duquessa de Dino.
Les seves memòries pòstumes les publicà el duc de Broglie (París, 1891 a 1892; però foren mutilades i addicionades per Bacourt, marmessor testamentari de Talleyrand-Périgord. Pallain edità la Correspondéncia de Talleyrand-Périgord amb el rei Lluís XVIII durant el Congrés de Viena (1881) i la seva Correspondance diplomatique (París, 1889-91); les Lettres inédites de Talleyrand-Périgord à Napoleón 1800-1809 les edità Bertran (París, 1889).